# Пінон нікобарський
Пі́нон нікобарський (Ducula nicobarica) — вид голубоподібних птахів родини голубових (Columbidae). Ендемік Індії. Раніше вважався підвидом малазійського пінона.

## Опис
Нікобарські пінони є схожими на малазійських пінонів, голова і нижня частина тіла у них сірі. Однак верхня частина тіла у них більш темна, має синій або фіолетовий, а не зелений відблиск. Нижня частина тіла коричнева або сіра, а не рудувато-коричнева.

## Поширення і екологія
Нікобарські пінони є ендеміками Нікобарських островів. Вони живуть у вологих рівнинних тропічних лісах, мангрових лісах, на плантаціях і в садах. Зустрічаються на висоті до 600 м над рівнем моря. Живляться плодами.

## Збереження
МСОП класифікує стан збереження цього виду як близький до загрозливого. Нікобарські пінони є досить поширеним видом птахів, якому, однак, загрожує масове полювання.